# باقرتنگه
باقرتنگه، دهستانی از توابع بخش مرکزی شهرستان بابلسر در استان مازندران در ایران است.

## جمعیت
این دهستان در دهستان ساحلی قرار داشته و براساس آخرین سرشماری مرکز آمار ایران که در سال ۱۳۸۵ صورت گرفته، جمعیت آن ۴۳۷۴نفر (۱۱۹۸خانوار) بوده است؛ و جمعیت دهستان باقرتنگه در سال ۱۳۹۴ به مرز ۷۵۰۰ نفر هم رسیده است.